# 한국방송대상
한국방송대상은 한국방송협회가 주최하는 대한민국의 방송 관련 시상식이다. 1973년부터 '대한민국방송상'이라는 명칭으로(10월 30일) 문화공보부(현 문화체육관광부)가 관장해 제 3회까지 시상하였으며 4회부터는 1976년 9월 한국방송협회로 이전되어 시상하고 있다. 
제4회 시상식부터 '한국방송대상'으로 명칭이 변경되었으며 1977년에는 탤런트 104명이 영협연기위원회에서 일괄탈퇴하여 개최되지 않았다. 
지난 한해 동안 지상파 3사에서 방영된 TV 드라마를 비롯해서 예능, 시사·교양, 보도 등 전 장르의 프로그램을 포괄적으로 지상파 방송사 내부 경쟁을 거쳐 출품된 작품과 추천된 방송인을 심사하며 5회(1978년)부터는 방송의 날을 맞아 매년 9월 3일부터 개최 중인데(예:1989년 9월 3일에 시상하고 1990년 9월 3일 시상할 때에는 그 직후인 1989년 9월 4일부터 1990년 9월 4일까지의 작품들 심사) 17회(1990년)부터는 개인상 부문에서 연기상(TV 라디오 모두 남녀)이 성우-탤런트상으로 분리된 한편 가수상 코미디언상이 추가됐으며 극본상이 작가상, 연출상이 프로듀서상으로 바뀌었는데 성우상은 26회부터 남녀 부문에서  통합 성우상, 탤런트상은 26회부터 남녀 탤런트상 대신  통합 탤런트상-40회부터 연기자상으로 변경됐고 가수상과 코미디언상은 25회까지 남녀 부문이었지만 26회부터 통합으로 바뀌었으며 18회부터는 국악인 성악가가 추가됐으나 성악가는 26회부터 폐지됐고 38회부터 국악인상이 폐지된 대신 방송문화인상이 추가되어 42회까지 지속됐으며 작가상은 26회부터 통합 작가상으로 변경됐다. 
한편, 2001년부터 2006년까지 대상을 수상하지 않았지만 2007년부터 대상이  부활됐다.